# Johann Schwarz (Politiker, 1842)
Johann Schwarz (* 2. Juli 1842 in München; † 11. Juli 1916 ebenda) war ein deutscher Bäckermeister, Politiker und Mitglied des Deutschen Reichstags.

## Leben
Schwarz besuchte die Volksschule in München von 1848 bis 1854 und erlernte in München von 1856 bis 1859 das Bäckereigewerbe. Zwischen 1859 und 1861 war er auf Wanderschaft und Arbeit in Österreich-Ungarn, Ober-Italien, Süd- und Norddeutschland und von da ab Gehilfe in Nürnberg. 1866 hat er sich als Bäckermeister etabliert.
Von 1876 bis 1882 und ab 1885 war er Mitglied des Gemeindekollegiums in München und von 1888 bis 1893 Mitglied des Landrats für Oberbayern.
Zwischen 1893 und 1899 war er Mitglied der Bayerischen Kammer der Abgeordneten und von 1898 bis 1903 war er Mitglied des Deutschen Reichstags für den Wahlkreis Reichstagswahlkreis Oberbayern 1 (Altstadt, Lehel, Maxvorstadt).